# Chacornac (Mondkrater)
Chacornac ist ein Einschlagkrater auf der nordöstlichen Mondvorderseite im Bergland der Montes Taurus am Rand des Mare Serenitatis, im Nordwesten den Rand des größeren Kraters Posidonius berührend. Der Kraterrand ist stark erodiert. Im Inneren des Kraters befindet sich ein System von Mondrillen, die Rimae Chacornac.
| Buchstabe | Position           | Durchmesser | Link |
| --------- | ------------------ | ----------- | ---- |
| A         | 29,81° N, 31,57° O | 5 km        |      |
| B         | 28,94° N, 31,9° O  | 5 km        |      |
| C         | 30,76° N, 32,55° O | 5 km        |      |
| D         | 30,73° N, 33,63° O | 25 km       |      |
| E         | 29,45° N, 33,82° O | 20 km       |      |
| F         | 29,13° N, 33,07° O | 22 km       |      |

Der Krater wurde 1935 von der IAU nach dem französischen Astronomen Jean Chacornac offiziell benannt.